# ヴァレリアン・イスマエル
ヴァレリアン・イスマエル（Valérien Ismaël, 1975年9月28日 - ）は、フランス・ストラスブール出身の元サッカー選手、サッカー指導者。現役時のポジションはディフェンダー (CB)。

## 経歴

### クラブ

#### ストラスブール
グアドループ出身の父親とアルザス出身の母親の下、ストラスブールで育つ。祖父はドイツ人である。RCストラスブールの下部組織に所属し、1994年1月15日のASカンヌ戦でプロデビューを果たす。同クラブではディヴィジオン・アンで87試合に出場、UEFAカップでも5試合に出場し1得点を挙げる。

#### クリスタル・パレス
1998年1月、プレミアリーグのクリスタル・パレスFCに当時のクラブ史上最高額となる275万ユーロの移籍金で加入した。リーグ戦13試合に出場したがクラブは降格が決定し、10ヶ月でロンドンを去った。

#### 母国復帰
1998年10月、RCランスと契約を結び母国に復帰した。リーグ戦83試合に出場し、5ゴールを記録した。2001年の後半は古巣であるストラスブールに期限付き移籍したがクラブの降格を防ぐことはできなかった。一度レンタルバックした後、ストラスブールに完全移籍。クラブは2001-02シーズンを2位で終え、1年で1部に復帰した。リーグ・アン初年度のシーズンではキャプテンを務め、最終的にクラブはリーグ13位で終えた。

#### ブレーメン
2003年、ブンデスリーガのヴェルダー・ブレーメンにレンタルで加入した。リーグとDFBポカールの2冠を達成したクラブの主力としてプレーし、2003-04シーズン終了後に完全移籍した。翌シーズンのUEFAチャンピオンズリーグでは決勝トーナメント1回戦でオリンピック・リヨンに大敗を喫したが、自身は大会通算2ゴールを決めた。

#### バイエルン・ミュンヘン
2005年7月、バイエルン・ミュンヘンに移籍。デビュー戦でレッドカードを受けるが、最終的に自身2度目となるリーグとポカールの2冠を経験した。2006-07シーズンは、負傷によりその大半を棒に振った。UEFAチャンピオンズリーグのACミラン戦でゴールを挙げるもチームは敗退した。

#### ハノーファー
2007年12月、1部残留を目指し統率力のあるDFを探していたハノーファー96に移籍した。古巣であるバイエルン戦でのデビューとなり、前半をスコアレスで終えたが負傷により交代し、チームは後半に3失点して敗れた。故障から復帰して以降はレギュラーとしてプレーした。しかしその後も負傷が続き、2009年10月5日に現役を引退した。

### 指導者
2014年6月5日、2. ブンデスリーガへ降格した1.FCニュルンベルクの監督に就任した。
2021年6月24日、バーンズリーFCでの手腕を評価され、EFLチャンピオンシップへ降格したウェスト・ブロムウィッチ・アルビオンFCの監督に就任した。2022年2月2日に解任された。
2022年3月25日、ベシクタシュJKの監督に就任した。

## 人物・プレースタイル
191cmの長身を活かしたハードなディフェンスが特長。そのためか、PKを与えてしまう場面などもある。攻撃面でも迫力があり、シュートの威力やヘディングの強さは特に優れている。
自身はマルティニークにルーツを持つが、最初の妻がトーゴ人であるため、トーゴ代表へのオファーがあったとされるが、自身が興味があるのはフランス代表かドイツ代表だけと公言していた。2013年4月にドイツ国籍を取得。同年8月にドイツ人女性と再婚した。

## 所属クラブ
- RCストラスブール 1993-1998
- クリスタル・パレスFC 1998
- RCランス 1998-2002

→  RCストラスブール 2001　（レンタル）
- RCストラスブール 2002-2003

→  ヴェルダー・ブレーメン 2003-2004　（レンタル）
- ヴェルダー・ブレーメン 2004-2005
- バイエルン・ミュンヘン 2005-2007
- FCバイエルン・ミュンヘンII 2006-2007
- ハノーファー96 2007-2009

## 指導歴
- ハノーファー96II 2011-2013
- VfLヴォルフスブルクII 2013-2014
- 1.FCニュルンベルク 2014
- VfLヴォルフスブルクII 2015-2016.10
- VfLヴォルフスブルク 2016.10-2017
- アポロン・スミルニFC 2018
- LASKリンツ 2019-2020
- バーンズリーFC 2020-2021
- ウェスト・ブロムウィッチ・アルビオンFC 2021
- ベシクタシュJK 2022
- ワトフォードFC 2023-2024
- ブラックバーン・ローヴァーズFC 2025-